# Новый Посёлок (Кировская область)
 Новый Посёлок  — деревня в Афанасьевском районе Кировской области в составе Борского сельского поселения.

## География
Расположена на расстоянии примерно 7 км на северо-запад от центра поселения поселка  Бор на левом берегу реки Кама.

## История
Известна деревня с 1950 года, когда здесь было учтено 28 хозяйств и 118 жителей, в 1989 году оставалось 8 жителей .  

## Население
Постоянное население составляло 3 человека (русские 100%) в 2002 году, 2 в 2010.